# 96,4 Base FM
A 96,4 Base FM egy Budapesten és Pest-megye egyes részein fogható, valamint az ország első és egyetlen rap, hiphop és R'n'B zenéket játszó rádióállomása, amely 2022. január 25-én indult a 96,4 MHz-es frekvencián, amit korábban a Roxy Rádió és a Rádió 1 használt. A rádióban elsősorban a klasszikus és az új hullámos rap és hip-hop szcéna hazai és nemzetközi képviselői hallhatóak. Időnként azonban szókimondóbb számok is adásba kerülnek.

## Története
Az egykori Roxy Rádió és a Rádió 1 korábbi budapesti frekvenciáját még 2021. október 8-án nyerte meg egyedüli pályázóként a rádiót üzemeltető cég. A rádió adása 2022. január 25-én 14 órakor indult, és itt hallhatóak a Rádió 1 féle World is Mine Radio Show című mixműsor egykori lemezlovasai is.
A műsorokat a RadioFactory Kft. gyártja, ahol a szintén budapesti 103,9 Rock FM, a Rádió 1, a (KESMA-hoz tartozó) Retro Rádió, és a Best FM műsorait is készítik.

## Munkatársak

### Műsorvezetők
- Kanozsay Árpi aka RP
- Bréda Bia
- Revolution
- Széles Iza - S'Iza [5]
- DJ Venom
- Faragó Janka

### Hírszerkesztők
A hírblokkok megegyeznek a  103,9 Rock FM-en elhangzottakkal.
- Belyó Barbara
- Veress Liza
- Gáll Ildikó
- Dáme Nikolett
- Leffelholcz Marietta
- Kiss Dániel

## További információ
- Weboldal Archiválva 2021. november 27-i dátummal a Wayback Machine-ben
- Facebook oldal
- Instagram oldal